# برايان جريج
برايان جريج (بالإنجليزية: Brian Gregg)‏ هو متزحلق أمريكي، ولد في 27 يونيو 1984 في دنفر في الولايات المتحدة.

## وصلات خارجية
- برايان جريج على موقع الاتحاد الدولي للتزلج (التزلج الريفي) (الإنجليزية)
- برايان جريج على موقع اللجنة الأولمبية الدولية (الإنجليزية)
- برايان جريج على موقع أوليمبيديا (الإنجليزية)
- برايان جريج على موقع اللجنة الأولمبية والبارالمبية الأمريكية (الإنجليزية)